# 아시아덩굴뱀
아시아덩굴뱀(Asian vine snake)은 남아시아에 서식하는 뱀의 한 종이다. 학명은 아하에툴라 프라시나(Ahaetulla prasina).